# Lúcio Pasidieno Firmo
Lúcio Pasidieno Firmo (em latim: Lucius Pasidienus Firmus) foi um senador romano nomeado cônsul sufecto para o nundínio de março a abril de 75 com o imperador Vespasiano. Era filho de Públio Pasidieno Firmo, cônsul sufecto em 65.